# Club Baloncesto Sevilla 1998-1999
Questa voce raccoglie le informazioni riguardanti il Club Baloncesto Sevilla nelle competizioni ufficiali della stagione 1998-1999.

## Stagione
La stagione 1998-1999 del Club Baloncesto Sevilla è la 10ª nel massimo campionato spagnolo di pallacanestro, la Liga ACB.
Il Club Baloncesto Sevilla partecipò alla Liga ACB 1998-1999 arrivando al terzo posto nella classifica finale. Nei play-off vinse ai quarti di finale con il Valencia (3-2), in semifinale con il Real Madrid (3-1), perdendo poi la finale con il Barcellona (3-0).

## Roster
Aggiornato al 30 luglio 2021.
| Caja San Fernando 1998-99 | Caja San Fernando 1998-99 |
| Giocatori                 | Staff tecnico             |
| ------------------------- | ------------------------- |

| N. | Naz.                                       | Ruolo | Nome             | Anno | Alt.   | Peso   |  |
| -- | ------------------------------------------ | ----- | ---------------- | ---- | ------ | ------ |  |
| 4  | Spagna (bandiera)                          | AP    | Jacobo Odriozola | 1973 | 195 cm | 89 kg  |  |
| 5  | Spagna (bandiera)                          | P     | Antonio Díaz     | 1977 | 194 cm |        |  |
| 6  | Stati Uniti (bandiera)                     | AC    | Richard Scott    | 1971 | 198 cm |        |  |
| 8  | Brasile (bandiera) · Germania (bandiera)   | G     | Anderson Schutte | 1975 | 196 cm |        |  |
| 9  | Stati Uniti (bandiera)                     | C     | Chuck Kornegay   | 1974 | 205 cm | 116 kg |  |
| 10 | Stati Uniti (bandiera)                     | P     | Andre Turner     | 1964 | 182 cm | 73 kg  |  |
| 11 | Spagna (bandiera)                          | P     | Salva Díez (C)   | 1963 | 193 cm | 90 kg  |  |
| 12 | Spagna (bandiera)                          | A     | Manel Bosch      | 1967 | 198 cm | 98 kg  |  |
| 13 | Spagna (bandiera)                          | C     | Pedro Fernández  | 1978 | 208 cm | 103 kg |  |
| 14 | Spagna (bandiera)                          | C     | Nacho Romero     | 1973 | 214 cm | 103 kg |  |
| 15 | Stati Uniti (bandiera) · Spagna (bandiera) | AP    | Mike Smith       | 1963 | 198 cm |        |  |

| Allenatore                                                                 |
| - Javier Imbroda                                                           |
| Assistente/i                                                               |
| - José Manuel Carrión Legenda - (C) Capitano - (IN) Inattivo - Infortunato |

## Mercato

### Sessione estiva
| Acquisti | Acquisti         | Acquisti          | Acquisti   | Acquisti |
| R.a      | Nome             | da                | Modalità   |          |
| -------- | ---------------- | ----------------- | ---------- | -------- |
| AG       | Richard Scott    | Türk Telekom      | definitivo |          |
| AP       | Jacobo Odriozola | León              | definitivo |          |
| C        | Chuck Kornegay   | Brisbane Bullets  | definitivo |          |
| P        | Andre Turner     | Joventut Badalona | definitivo |          |
| AP       | Mike Smith       | Free agent        | definitivo |          |

| Cessioni | Cessioni       | Cessioni          | Cessioni       | Cessioni |
| R.       | Nome           | a                 | Modalità       |          |
| -------- | -------------- | ----------------- | -------------- | -------- |
| AG       | Jason Sasser   | S. Falls Skyforce | fine contratto |          |
| P        | Randy Woods    | Yakima Sun Kings  | fine contratto |          |
| AC       | Chris McNealy  | Granada           | fine contratto |          |
| G        | Benito Doblado | Cáceres           | fine contratto |          |
| AP       | Dani Pérez     | Ciudad de Huelva  | fine contratto |          |
| C        | César Arranz   | Granada           | fine contratto |          |
| P        | David Solé     | Illiabum          | fine contratto |          |
| G        | John O'Connell | Free agent        | fine contratto |          |